# Манцано (Тренто)
Манцано је насеље у Италији у округу Тренто, региону Трентино-Јужни Тирол.
Према процени из 2011. у насељу је живело 111 становника. Насеље се налази на надморској висини од 711 м.